# Mytilus (Schiff, 1939)
Die Mytilus ist ein deutscher Gaffelkutter mit Heimathafen Hamburg-Övelgönne und segelt mit Pfadfinder- und Jugendgruppen auf Ost- und Nordsee.

## Geschichte
Das Schiff wurde 1939 auf der Dawartz-Werft in Tönning als Krabbenkutter aus Holz gebaut und als Alice in Dienst gestellt. Es wurde bis 1975 kommerziell genutzt und dann verkauft. Der neue Name des Schiffes wurde Harmattan, nach einem Passatwind in Westafrika.
Anfang 1987 kaufte der heutige Betreiber-Verein das Schiff und nutzte es für Fahrten auf Elbe und Ostsee. Es stellte sich jedoch bald heraus, dass der Holzrumpf dringend renovierungsbedürftig war. Zunächst war eine Renovierung vorgesehen, schließlich wurde das Schiff aber aufgrund vieler Mängel von 1989 bis 1996 nach historischem Vorbild nachgebaut. Dabei konnten nur wenige Originalteile wiederverwendet werden.
Der Nachbau wurde im Frühjahr 1996 zu Wasser gelassen. Der neue Name des Schiffes wurde Mytilus, der lateinische Name der Miesmuscheln.

## Schiff und Takelung
Die Mytilus ist als Gaffelkutter getakelt. Die historischen Vorbilder des Schiffes segelten und fischten um 1900 auf der Nordsee. An dem einen Mast der Mytilus können bis zu fünf Segel gesetzt werden. Alle Segel werden von Deck aus manuell bedient.
Zur Bordausstattung gehören UKW-Funk, NAVTEX-Empfänger und GPS. Die Mytilus gilt als Traditionsschiff nach der Sicherheitsrichtlinie für Traditionsschiffe.

## Mytilus e.V.
Der Verein Mytilus e. V. wurde 1983 von ehemaligen Jugendgruppenleitern des Pfadfinder- und Pfadfinderinnenbunds Nord  aus Hamburg und weiteren engagierten Seglern gegründet. Die Motivation der Gründungsmitglieder war es, als Erwachsene die Jugendarbeit zu unterstützen und gemeinschaftsstiftende Erfahrungsmöglichkeiten für Jugendliche zu schaffen.
Zunächst versuchten spätere Mitglieder 1981 den Fischkutter Anna in der Kieler Förde zu bergen, was jedoch nicht gelang. 1983 wurde der Verein Mytilus e.V. gegründet. Auch die Restaurierung der Lemster-Aak Senta IV, die in Heiligenhafen erworben worden war, missglückte. 1987 wurde schließlich die Harmattan durch den Verein in Emden gekauft und in den folgenden zwei Jahren gesegelt. Insgesamt sieben Jahre wurde bis 1996 die Harmattan in Schnalles Hafen bei Wedel restauriert. Nach dem Stapelhub 1996 folgten erste Törns auf Nord- und Ostsee.
Seit dieser Zeit sind die Vereinsmitglieder mit Jugendgruppen in den Westschären, in Norddänemark, Polen, Gotland, in den ostschwedischen Schären, im Göta-Kanal und bis nach Südnorwegen bis Arendal unterwegs.

## Fahrten und Abenteuer
Seit ihrem Stapelhub unternahm die Mytilus eine Reihe von Törns mit vielen verschiedenen Gruppen. Ab 1996 war sie mehrmals in den Gewässern der östlichen Ostsee, dem Baltikum aber auch dem Kattegat bis nach Norwegen unterwegs. Mitte der 2000er Jahre konzentrierten sich die Törns auf die dänische Südsee.
Seit 2009 ist das Schiff wieder vermehrt in schwedischen Gewässern unterwegs.
In den Jahren 2009 und 2010 gewann die Mytilus die Rum-Regatta in ihrer Klasse, in dem sie als zweite über die Ziellinie segelte.
Im Mai 2013 belegte Mytilus den ersten Platz der Flensburg-Fjord-Regatta in ihrer Klasse.
Im Juni 2013 brach bei einem Mann-über-Bord-Manöver (MOB-Übung mit einer Boje) unter Segeln der Großbaum im Seegebiet vor Großenbrode (Fehmarnsund). Dabei kamen keine Personen zu Schaden, und die Besatzung konnte das Schiff nach Heiligenhafen überführen, wo der Großbaum nach nur zehn Tagen ersetzt werden konnte.